# Марли и аз
„Марли и аз“ (на английски: Marley & Me) е американска комедия от 2008 г. по едноименния роман на писателя Джон Гроган.
Във филма се разказва за радостите и тревогите в модерния семеен живот.
Интересен факт е,че и двете кучета на писателя Джон Гроган са лабрадори,които умират през 2003 и 2011.А филмът олицетворява точно неговия живот с първото му куче,което умира на 13 години.

## Сюжет
Внимание:  Текстът по-долу разкрива сюжета на произведението (или части от него)!
Джон (Оуен Уилсън) и Дженифър (Дженифър Анистън) Гроган са двойка журналисти, които след като заживяват във Флорида, решават да си вземат за домашен любимец малък лабрадор на име Марли (кръстен на Боб Марли). Новият член на семейството бързо се проявява като най-палавото и невъзпитано кутре на света и се забърква във всякакви неприятности. Джон започва да пише колона във вестника за историите свързани с Марли, която го прави популярен. В края на филма семейството се връща да живее в Пенсилвания, където Марли умира.